# 법언 (책)
《법언》(法言) 혹은 《양자법언》(揚子法言)은 전한의 양웅이 《논어》의 체제를 본떠 지은 사상서이다.

## 목차
- 총 13권

1. 학행(學行)
2. 오자(吾子)
3. 수신(修身)
4. 문도(問道)
5. 문신(問神)
6. 문명(問明)
7. 과견(寡見)
8. 오백(五百)
9. 선지(先知)
10. 중려(重黎)
11. 연건(淵騫)
12. 군자(君子)
13. 효지(孝至)

## 같이 보기
- 양웅
- 태현경